# An Thới, Bình Thủy
An Thới là một phường thuộc quận Bình Thủy, thành phố Cần Thơ, Việt Nam.

## Địa lý
Phường An Thới nằm ở phía đông nam quận Bình Thủy, có vị trí địa lý:
- Phía đông giáp phường Bùi Hữu Nghĩa
- Phía tây giáp các phường Bình Thủy và Long Hòa
- Phía nam giáp quận Ninh Kiều
- Phía bắc giáp các phường Bùi Hữu Nghĩa và Bình Thủy.

Phường có diện tích 3,85 km², dân số năm 2007 là 14.445 người, mật độ dân số đạt 3.754 người/km².

## Hành chính
Phường An Thới được chia thành 5 khu vực: 1, 2, 3, 4, 5.

## Lịch sử
Trước đây, An Thới là một phường thuộc thành phố Cần Thơ, tỉnh Cần Thơ cũ, được thành lập vào ngày 21 tháng 4 năm 1979 trên cơ sở một phần diện tích và dân số của phường Bình Thủy.
Ngày 2 tháng 1 năm 2004, Chính phủ ban hành Nghị định 05/2004/NĐ-CP. Theo đó, chuyển phường An Thới về quận Bình Thủy mới thành lập.
Ngày 6 tháng 11 năm 2007, Chính phủ ban hành Nghị định 162/2007/NĐ-CP. Theo đó, thành lập phường Bùi Hữu Nghĩa trên cơ sở điều chỉnh 637,12 ha diện tích tự nhiên và 11.185 người của phường An Thới.
Sau khi điều chỉnh địa giới hành chính, phường An Thới còn lại 384,83 ha diện tích tự nhiên và 14.445 người.